# Severino Clasen
Severino Clasen OFM (* 10. Juni 1954 in Ituporanga) ist ein brasilianischer römisch-katholischer Ordensgeistlicher und Erzbischof von Maringá.

Wappen von Severino Clasen

## Leben
Severino Clasen besuchte ab 1968 das Kleine Seminar in Ituporanga. Im Januar 1976 trat er in die Ordensgemeinschaft der Franziskaner ein. Er studierte Philosophie am Philosophischen Institut der Franziskaner in Curitiba und Katholische Theologie am Theologischen Institut der Franziskaner in Petrópolis. Zudem absolvierte er Kurse über die franziskanischen Quellen in Assisi und über die Heilige Schrift im Heiligen Land. Am 18. April 1981 legte Severino Clasen die ewige Profess ab und am 10. Juli 1982 empfing er durch den Bischof von Rio do Sul, Tito Buss, das Sakrament der Priesterweihe.
Nach der Priesterweihe war Severino Clasen zunächst als Pfarrvikar der Pfarrei Nossa Senhora do Rosário in Concórdia tätig, bevor er 1988 Pfarrer der Pfarrei Nossa Senhora do Rosário in Porto União und Guardian des dortigen Konvents der Franziskaner wurde. Später war Clasen Rektor des Heiligtums São Francisco de Assis in São Paulo.
Am 11. Mai 2005 ernannte ihn Papst Benedikt XVI. zum Bischof von Araçuaí. Der Apostolische Nuntius in Brasilien, Erzbischof Lorenzo Baldisseri, spendete ihm am 25. Juni desselben Jahres die Bischofsweihe; Mitkonsekratoren waren der Erzbischof von Diamantina, Paulo Lopes de Faria, und der emeritierte Bischof von Rio do Sul, Tito Buss.
Am 6. Juli 2011 ernannte ihn Papst Benedikt XVI. zum Bischof von Caçador. Die Amtseinführung erfolgte am 4. September desselben Jahres. Am 1. Juli 2020 ernannte ihn Papst Franziskus zum Erzbischof von Maringá. Die Amtseinführung erfolgte am 15. August desselben Jahres.